# El pueblo unido jamás será vencido
"¡El pueblo unido, jamás será vencido!" (tiếng Tây Ban Nha: [el ˈpweβlo uˈniðo xaˈmas seˈɾa βenˈsiðo]; tiếng Việt: "Nhân dân đoàn kết sẽ đều không thể bị đánh bại") là một trong những bài hát nổi tiếng nhất của Nueva cancion Chilena (phong trào bài hát Chile mới). Viết bởi Sergio Ortega và ban nhạc Quilapayún, nó ra mắt vào năm 1973.

## Lịch sử
Ban đầu là bài hát của Đảng Thống nhất Quốc gia vào năm 1970, khi Chile có Tổng thống theo đường lối xã hội cánh tả Salvador Allende, câu khẩu hiệu "¡El pueblo unido, jamás será vencido!" là câu khẩu hiệu nổi tiếng khi ông tranh cử. Một số nhóm, ấn tượng với câu phát biểu, sau đó biến nó thành bài hát., trong đó có Sergio Ortega và ban nhạc Quilapayúnn, cùng với đó là các nhóm nhạc như Inti-Illimani, Vientos del Pueblo, v.v..., khiến nó trở nên vô cùng nổi tiếng.
Tuy nhiên, cuộc Đảo chính Chile 1973 do Hoa Kỳ hậu thuẫn đã đảo lộn tất cả, và những người phản đối chế độ Augusto Pinochet buộc phải lưu vong. Chính nhóm nhạc Inti-Illimani đã làm nó nổi tiếng trong bản album La Nueva Canción Chilena. Vốn dĩ ban đầu chỉ nổi tiếng trong cộng đồng người Chile lưu vong phản đối Pinochet, bài hát dần trở thành một trong những bài hát nổi tiếng nhất, trở thành biểu tượng kháng chiến chống lại tất cả các chế độ toàn trị, độc tài và áp bức trên thế giới bất chấp tính chất của nó. Lời của nó đã được cải biên và dịch sang rất nhiều ngôn ngữ khác nhau.

## Lời bài hát
| Lời gốc tiếng Tây Ban Nha | Tạm dịch Tiếng Việt |
| El pueblo unido jamás será vencido, el pueblo unido jamás será vencido... De pie, cantar que vamos a triunfar. Avanzan ya banderas de unidad. Y tú vendrás marchando junto a mí y así verás tu canto y tu bandera florecer. La luz de un rojo amanecer anuncia ya la vida que vendrá. De pie, marchar el pueblo va a triunfar. Será mejor la vida que vendrá a conquistar nuestra felicidad y en un clamor mil voces de combate se alzarán, dirán canción de libertad, con decisión la patria vencerá. Y ahora el pueblo que se alza en la lucha con voz de gigante gritando: ¡adelante! El pueblo unido jamás será vencido, el pueblo unido jamás será vencido... La patria está forjando la unidad. De norte a sur se movilizará desde el salar ardiente y mineral al bosque austral unidos en la lucha y el trabajo irán, la patria cubrirán. Su paso ya anuncia el porvenir. De pie, cantar el pueblo va a triunfar. Millones ya, imponen la verdad, de acero son ardiente batallón, sus manos van llevando la justicia y la razón. Mujer, con fuego y con valor, ya estás aquí junto al trabajador. Y ahora el pueblo que se alza en la lucha con voz de gigante gritando: ¡adelante! El pueblo unido jamás será vencido, el pueblo unido jamás será vencido... | Nhân dân ta đoàn kết lại sẽ không bao giờ bị đánh bại, Nhân dân ta đoàn kết lại sẽ không bao giờ bị đánh bại... Đứng lên, hãy hát vì nhân dân sẽ thắng lợi Giờ đây hãy tiến Theo bóng cờ thống nhất Và bạn hãy đến đều bước tiến lên cùng tôi Rồi bạn sẽ thấy bài hát và lá cờ của ta đang nở rộ. Ánh sáng của một bình minh hồng báo hiệu cho ta một cuộc đời mới sắp tới Đứng lên, diễu hành nhân dân ta sẽ chiến thắng. Cuộc sống tươi đẹp đang ngay một gần Hãy cùng giành lấy hạnh phúc của chúng ta và trong tiếng khóc một ngàn tiếng hét của đấu tranh sẽ vang dội, họ sẽ cất lên bài hát của tự do, bởi vì chắc chắn tổ quốc sẽ chiến thắng. và bây giờ là nhân dân ta sẽ đứng lên đấu tranh với giọng nói uy lực khổng lồ hét lên: tiến lên! Nhân dân ta đoàn kết lại sẽ không bao giờ bị đánh bại, Nhân dân ta đoàn kết lại sẽ không bao giờ bị đánh bại... Quê hương chúng ta đúc nên sự đoàn kết. Từ bắc chí nam đang được huy động từ những mỏ muối bốc lửa cùng khoáng sản đến cánh rừng phía nam Thống nhất trong đấu tranh và lao động Họ đi, chở che quê hương mình. Bước của họ giờ đây là báo hiệu tương lai. Đứng lên, hãy hát vì nhân dân sẽ thắng lợi. Hàng triệu người rồi, đang nói lên sự thật, đoàn binh rực cháy như được đúc bàng sắt thép, tay họ vung lê mang lại công lý và lý trí. Những người phụ nữ, nhiệt huyết và can đảm, họ đã ở đây rồi đừng cùng những người công nhân. và bây giờ là nhân dân ta sẽ đứng lên đấu tranh với giọng nói uy lực khổng lồ hét lên: tiến lên! Nhân dân ta đoàn kết lại sẽ không bao giờ bị đánh bại, Nhân dân ta đoàn kết lại sẽ không bao giờ bị đánh bại... |

## Phiên bản
- Trong nghĩa quân sự cực đoan hơn, nó chuyển sang El pueblo armado jamás será aplastado thay vì nghĩa gốc, nghĩa là "Lực lượng quân đội nhân dân sẽ không bị nghiền nát".[6]
- Ở Bồ Đào Nha, một bài hát lấy cảm hứng từ bài hát gốc của Chile, Portugal Ressuscitado (Bồ Đào Nha phục hưng), viết bởi Ary dos Santos và hát bởi Fernando Tordo trong cuộc Cách mạng hoa cẩm chướng, có một câu hát Agora o Povo Unido nunca mais será vencido (Giờ mọi người sẽ không thể bị đánh bại).[7] Mặc dù lời không có nhiều sự tương đồng, song câu phát ngôn đã trở nên nổi tiếng trong suốt nhiều thế hệ người Bồ Đào Nha.[8][9][10]
- Ở Iran, phe cánh tả đã sử dụng nhạc bài hát trong bài hát cách mạng chống Shah Pahlavi trong bài hát "Barpakhiz" (Vùng lên)[11] với đoạn بر پا خیز، از جا کن، بنای کاخ دشمن! (Vùng lên, đập tan ngọn thác của kẻ thù) trong cuộc Cách mạng Hồi giáo 1979. Vào năm 2009 khi Cách mạng Xanh diễn ra, nó lại trở nên phổ biến, để phản đối chế độ Hồi giáo thần quyền.[12] Tại Afghanistan, dưới thời xã hội chủ nghĩa cũng có phiên bản bằng tiếng Ba Tư tại Afghanistan (tiếng Dari).
- Ở Philippines, ban nhạc Patatag đã dùng nó cho bài hát "Awit ng Tagumpay" (Bài ca chiến thắng), với đoạn Tagalog "Tibayin ang hanay, Gapiin ang Kaaway!" (Giữ vững vị trí, đập tan giặc thù!). Vốn dĩ là bài hát để lật đổ chế độ Marcos, nó trở thành bài hát biểu tình khá nổi tiếng.[13] Bagong Alyansang Makabayan cũng dùng nó với đoạn "Ang tao, ang bayan, ngayon ay lumalaban!".
- Năm 1975, Frederic Rzewski đã làm 36 bản piano dựa theo bài hát này.
- Năm 1977, ca sĩ đồng quê Đức Hannes Wader làm bài hát cùng tên trong album "Hannes Wader singt Arbeiterlieder" trên bài báo Unsere Zeit của phe cộng sản Đức.
- Năm 1979, trong biểu tình phản đối vụ Dan White bị bắt sau vụ giết George Moscone và Harvey Milk tại San Francisco, nhiều người đã biểu tình sử dụng phiên bản tiếng Anh của bài hát này để phản đối.
- Năm 1983, khi Argentina diễn ra sự kiện "Marcha de la resistencia" (Diễu hành phản kháng), bài hát lại được sử dụng với lời là "Resulta indispensable, aparición con vida y castigo a los culpables" (Rồi người đã mất sẽ trở lại, và kẻ thù ác sẽ bị trừng phạt). Khi Julio Lopez mất tích trong những năm 2000, nó đã được ca vang lên.
- Năm 1990, ban nhạc Thổ Nhĩ Kỳ Bulutsuzluk Ozlemi cho ra bài hát "Şili'ye Özgürlük" (Tự do cho Chile) trong album "Uçtu Uçtu", trong đó có lời bài hát theo tựa đề.
- Năm 1995, nhóm nhạc Ska Hungary là Szabad Idők (Rảnh rỗi) cho ra bài hát cùng tên trong album "Vivan Los Zapatistas!".
- Năm 1998, nhóm nhạc Anh Dario G dùng lời trong album "Cách mạng".
- Năm 2002, nhóm nhạc Ska-p cho ra bài hát "Estampida" trong album ¡¡Que Corra La Voz!!, bao gồm lời từ bài hát Chile.
- Năm 2003, nhóm Anti-Flag dùng lời tiếng Anh của bài hát trong bài "One People, One Struggle" (Một cộng đồng, một cuộc chiến)[14] trong album The Terror State (Quốc gia khủng bố).
- Năm 2004, ban nhạc rap Ukraina GreenJolly dùng lời với phiên bản Ukraina "Razom nas bahato" (Cùng nhau chúng ta rất đông) trong ngày đầu Cách mạng Cam. Nó là bài hát tham gia của Ukraina tại Eurovision Song Contest 2005.
- Năm 2007, trong cuộc diễu hành của đảng Syriza, bài hát được dùng như slogan của đảng.
- Năm 2008, Thievery Corporation cho ra mắt bài hát trong album Radio Retaliation.
- Bài hát trở nên nổi tiếng vào năm 2011 trong cuộc cách mạng Mùa xuân Ả Rập, khởi phát từ Tunisia, nhiều người đã ghi lại được phiên bản tiếng Ả Rập "الشعب يريد إسقاط النظام" (Ash-shab yurid isqat an-nizam), nghĩa là "Mọi người muốn chế độ này sụp đổ" trong các cuộc biểu tình lật đổ Zine El Abidine Ben Ali. Nó sau đó được sử dụng tại Ai Cập khi mọi người biểu tình lật đổ chế độ Hosni Mubarak.
- Flobots vào năm 2012 dùng bài hát làm nhạc nền trong album The Circle in the Square.
- Big Sean, Kendrick Lamar và Jay Electronica dùng bài hát Control với nhạc lấy từ bài hát Chile năm 2013.
- Vào Phong trào sinh viên Hoa Hướng Dương tại Đài Loan năm 2014, Huang Si-nong và Jiang Tao đã dùng phiên bảo tiếng Trung của bài hát "團結的人民永遠不被擊潰".
- Ban nhạc Áo Russkaja làm nguyên bài hát năm 2015.
- Nhóm nhạc Lowkey năm 2017 trong Fire in the booth 2 cũng kết thúc bằng câu này.
- Ngày 30 tháng 6 trong cuộc biểu tình chống Trump biết tới là Gia đình thuộc về nhau, câu này đã liên tục được hô vang.
- Trong cuộc Biểu tình tại Hồng Kông 2019–2020 vào ngày 28 tháng 9 năm 2019, bài hát này đã được người biểu tình Hồng Kông biểu diễn và thể hiện trong Tiếng Quảng Đông.
- Phiên bản gần đây nhất được trình bày bằng tiếng Belarus bởi nhóm nhạc Volny Chor, một nhóm nhạc của cộng đồng người Belarus lưu vong tại Ba Lan và Lithuania, được sử dụng trong các cuộc biểu tình tại Belarus năm 2020-21 nhằm phản đối chính quyền của Tổng thống Alexander Lukashenko.